# Elliot N. Dorff
Elliot N. Dorff es un rabino perteneciente al judaísmo conservador, rector en la American Jewish University de la Universidad de California y profesor de teología en la misma nacido el 24 de junio de 1943.
Dorff es un experto en halajá, en filosofía y en ética biológica y autor de numerosos artículos y libros sobre el tema.
Fue ordenado en 1970 en el Seminario Teológico Judío de América. En 1971 obtuvo un doctorado en filosofía en la Universidad de Columbia. 
Dorff es el presidente del Comité de Ley Judía de la Asamblea Rabínica (en inglés estadounidense: Committee on Jewish Law and Standards of the Rabbinical Assembly).
En sus escritos, Dorff se interesa por la pregunta sobre la diferencia entre la creencia y el conocimiento. Para él, la Biblia es una respuesta humana a los encuentros de nuestros antepasados con Dios pues Él inspiró a la gente con su presencia al entrar en contacto con ellos. La revelación continúa cada vez que estudiamos y reinterpretamos los textos clásicos judíos.
Desde 1980 es miembro del Comité de ética del Centro médico de la Universidad de UCLA Universidad de California (en inglés: UCLA Medical Center) y miembro de la junta del Hogar para la Tercera Edad (en inglés estadounidense: Jewish Homes for the Aging).
En 1993 participó en el comité de ética en salud de Hillary Rodham Clinton, la Health Care Task Force. En 1997 y 1999 formó parte del grupo de rabinos que representó la posición judaica frente a la Comisión Nacional Asesora de Bioética de los Estados Unidos (en inglés: National Bioethics Advisory Commission) sobre clonación humana y células madre.
En 1999 y 2000 se desempeñó en el Surgeon General's Task Force de los EE.UU en un grupo que promovía generar una conducta sexual responsable. 
En 2000 y 2002 formó parte de la National Human Resources Protections Advisory Commission, encargada de revisar las directrices federales sobre investigación en seres humanos. Entre 2004 y 2006 fue presidente de la Junta del Servicio Familiar Judío en Los Ángeles (en inglés: Board of Jewish Family Service). Desde 2008 es miembro de la Junta Directiva del Consejo de la Federación Judía de Los Ángeles (en inglés: Board of Los Angeles Jewish Federation Council).
Fue presidente de la Academia de Estudios Judaicos, Cristianos e Islámicos (en inglés: Academy of Judaic, Christian and Islamic Studies). Fue presidente la Asociación de la Ley Judía (en inglés: The Jewish Law Association), la Asociación Filosófica Judía (en inglés: Jewish Philosophical Association) y la Sociedad para la Ética Judía (en inglés: Society for Jewish Ethics). Es copresidente de Diálogo Sacerdote-Rabino (en inglés: Priest-Rabbi Dialogue), patrocinado por la Archidiócesis de Los Ángeles y la Junta de Rabinos del Sur de California.
Es secretario de la Junta Directiva del Instituto Faithtrust, que se dedica a detener la violencia contra las mujeres y los niños. Es el tesorero de la Academia de Estudios Judaicos, Cristianos e Islámicos (en inglés: Academy of Judaic, Christian, and Islamic Studies).
Es miembro del Hastings Center, un centro de investigación dedicado al estudio e investigación sobre cuestiones de bioética, y es miembro también de la Comisión Consultiva de Ética de California (en inglés: California Ethics Advisory Commission). 
Es el presidente del Comité de la Ley Judía de la Asamblea Rabínica (en inglés: Rabbinical Assembly's Committee on Jewish Law and Standards).
Dorff ha escrito más de 200 artículos y muchos libros sobre la ética judía, el pensamiento judío, la ley judía halajá y la bioética.
Los temas que toca en sus libros incluyen la ética social, la ética personal, la ética sexual, las relaciones entre la religión y la ética, las relaciones entre el derecho y la ética judía, las relaciones interreligiosas, el pluralismo dentro de la comunidad judía, la pobreza, la justicia social, la guerra, el perdón, la violencia intrafamiliar, la reproducción asistida en el judaísmo, la inseminación artificial, la donación de esperma, la maternidad subrogada, la donación de óvulos, la adopción, el suicidio asistido, las donaciones de dinero mal habido, los videojuegos violentos, el cuerpo, el dinero, el sexo, el poder, la interacción entre la ley judía y la moral, el matrimonio entre personas del mismo sexo, las relaciones entre la ley judía y la teología y la ley judía y las costumbres.
El rabino Elliot N. Dorff está entre los que firmaron la solicitud a la Asamblea Rabínica (en inglés: Rabbinical Assembly) de Estados Unidos en 2006 para que permita la ordenación de rabinos independientemente de su orientación sexual, es decir de si son homosexuales varones o mujeres.
El Comité de la Ley Judía (en inglés: Jewish Law and Standards Comittee) aceptó también su propuesta de realizar matrimonios del mismo sexo.

## Obras
- Jewish Law and Modern Ideology: A Confrontation Based on Source Materials: United Synagogue of Conservative Judaism, 1971.
- Conservative Judaism: Our Ancestors to Our Descendants: United Synagogue of Conservative Judaism, 1977; second, revised edition, 1996.
- A Living Tree: The Roots and Growth of Jewish Law (with Arthur Rosett): State University of New York Press, 1988.
- Mitzvah Means Commandment: United Synagogue of Conservative Judaism, 1989.
- Knowing God: Jewish Journeys to the Unknowable: Jason Aronson Press, now Rowman and Littlefield, 1992.
- Knowing God: Jewish Journeys to the Unknowable: Jason Aronson Press, now Rowman and Littlefield, 1992.
- Contemporary Jewish Ethics and Morality: A Reader(With Louis Newman): Oxford University Press, 1995.
- Matters of Life and Death: A Jewish Approach to Modern Medical Ethics: Jewish Publication Society, 1998.
- Contemporary Jewish Theology: A Reader, en colaboración con Louis Newman, Oxford University Press, 1999.
- To Do the Right and the Good: A Jewish Approach to Modern Social Ethics: Jewish Publication Society, 2002.
- Love Your Neighbor and Yourself: A Jewish Approach to Modern Personal Ethics: Jewish Publication Society, 2003.
- The Way Into Tikkun Olam (Fixing the World) (Jewish Lights Publishing, 2005).
- The Unfolding Tradition: Jewish Law After Sinai (Aviv Press, Rabbinical Assembly, 2005).
- For Love of God and People: A Philosophy of Jewish Law (2007): Jewish Publication Society.
- The Jewish Approach to Repairing the World (Tikkun Olam): A Brief Introduction for Christians (with Cory Willson)(Jewish Lights Publishing, 2008).
- Jewish Choices, Jewish Voices, tres en colaboración con Louis Newman y tres en colaboración con Danya Rutenberg, Jewish Publication Society, 2008-2010.